# خالد مصباح مظلوم
خالد مصباح مظلوم (29 يوليو 1940 -) هو شاعر ومؤلف سوري.

## حياته ونشأته
من مواليد 29 يوليو 1940 م، عاش وترعرع في سورية ثم سافر إلى مصر لدراسة الأدب العربي ملبياً رجاء والدته في الحصول على شهادة جامعية، وبعد تخرجه عاد إلى سورية ليتزوج من قريبته رفاه مظلوم ويطير بها إلى السعودية بعد حصوله على أول وظيفة كمدرس في معهد اللغات العسكري في الرياض، بعدها عمل في البنك الإسلامي للتنمية في جدة، وعاش في المملكة العربية السعودية ثلاثة وثلاثين عاماَ، ثم غادرها مرغماً ليعود إلى وطنه سورية، قبل أن يضطر إلى تركها قبل بدء الحرب بشهرين في سورية عام 2011. فلجأ إلى العيش مع ابنه الأكبر في دولة الإمارات العربية المتحدة إلى أن ترك ابنه العمل فيها، ثم رحل إلى جمهورية مصر العربية وعاش مع زوجته في بلدة شاعرية اسمها مرسى مطروح ريثما تتخلص سوريا من حربها المدمرة.
نفوسه العام دمشق باب السريجة. ولكن مولده كان في مدينة اللاذقية التي وصفها أنها الجنة الزرقاء حيث يلتقي البحر بالسماء و بعينيْ حبيبته أمّه القمراء، ، بل وبعينيْ كل أنثى رآها. جدُّهُ والد أبيه هو الحاج حسن علي مظلوم وجدته الحاجة نذيرة مكية، أما جده والد أمه فهو المجاهد التاريخي الوطني محمود آغا موسى وجدته عزيزة بنت المجاهد عزيز آغا هارون التي سميت ابنة خالته الشاعرة عزيزة هارون باسمها، أب لثمانية هم أربعة ذكور مات أحدهم وهو رضيع في الرياض، وأربع بنات.
حصل علي ليسانس آداب من جامعة القاهرة عام 1962-1963 م في اللغات الشرقية والأدب العربي بتقدير ممتاز في مادتي الأدب العربي والنحو العربي.

## مسيرته
نظم قصيدته الأولى وكتابته النثرية الأولى متأثرا بـ جبران خليل جبران وبأغنيات أسمهان الفصحى عندما كان في رحلة صيفية مع أهله إلى قرية الدريكيش السورية الشهيرة بمياه الشرب المعدنية عام 1954م وكان عمره آنذاك أربعة عشر عاماً يومها تفتحت موهبته التي لم تنضب في كتابة الشعروالأدب. وكان أول ديوان نشر للشاعر في إبريل نيسان عام 1961 م تمت طباعته بعنوان حديقة الشعر مناصفة مع زميله الأستاذ أنور الشريف بجامعة القاهرة التي تخرج فيها وحاز منها على شهادة ليسانس آداب عام 1962- 1963م، لكن الأوساط الأدبية لا تعرف شيئا عن هذا الديوان ولا تعرف إلا أنّ أول دواوينه هو قمم الحب الذي طبع في دار العودة بلبنان وتكررت طباعته في دار أخرى .
- عضو اتحاد كتاب وأدباء الإمارات
- مدير عام مسؤول عن مجلة الغربال السورية

- عضو اتحاد كتاب مصر.
- عضو اتحاد الروّاد العرب التابع لـجامعة الدول العربية أصدر العديد من الدواوين الشعرية والكتب القصصية والنثرية التي تخطت المائة كتاب مطبوع نشرتها العديد من دور النشر كدار العودة و دار الندوة الجديدة في بيروت و دار الفكر الإسلامي الحديث و الدار السعودية للنشر والتوزيع في جدة و دار المنارة في دمشق و دار البلاد للطباعة والنشر في جدة و دار الفكر في بيروت ..

لتناولت كتبه المطبوعة معظم قضايا الحياة المهمة كالعاطفة والمرأة والوجدانيات والتربية الإنسانية العالمية الخيِّرة .. بثقافة تكاد تكون وحيدة هي صدق إحساسه الذي كان المنبع الثر لإبداعاته، وحققت أهدافاً أفادت وتفيد الإنسانية قاطبة..
تُرجمَ كتاباه الشعريان: طفل من سراييفو والصومال و صبراً يآل البوسنة إلى اللغة البوسنية من قبل إلما دزدار وميرزا ساريكيتش ووضعت في إطار كتاب دراسات البوسنة في الشعر العربي الصادرة عن مؤسسة البابطين ..
له كم هائل من المشاركات الصحافية والكتابات الأدبية التي نشرت في المجلات والصحف وأجريتْ له شتى المقابلات الإذاعية والتلفازية والصحافية والندوات الثقافية والأمسيات الشعرية في مختلف الدول العربية كمصر والسعودية والإمارات وسوريا وغيرها.

## مؤلفاته الأدبية[5][6][7][8]
- كتاب قمم الحب عام 1980 الذي يعدُّ أول كتاب شعري مطبوع له
- كتاب أسطحة وأجنحة 1983 أول قصة مطبوعة له
- كتاب هياج الأحزان 1986 1986 لقبته الصحافة السعودية بشاعر الأغنام لدفاعه عن الأغنام وتفنيده لتقصير المسؤولين في حسن رعايتها في مواسم الحج لضعف الإدارة ولسوء المناخ والزحام.. ويقول الشاعر :

```
مذاق اللحم من كبشٍ سعيدٍ   ألذُّ لكُم من الكبش التعيسِ 
```

- كتاب طفل من سراييفو والصومال عام 1992 طبع مرتين وبيعت أكثر من مئة ألف نسخة منه وتحدثت عنه الكثير من القنوات التلفزيونية والإذاعية ولقب بشاعر البوسنة والهرسك
- كتاب الرسول العالمي عام 2007 يصف السيرة النبوية وديوان رحلات دينية تغنَّى ببعض أبياته محمد باش (مغني) سوري في ألبوم ديني بعنوان يا من عام 2012

## دواوين الشعرية[9][10]
| #  | اسم الديوان                    | تاريخ النشر |
| 1  | قمم الحب                       | 1980        |
| 2  | أضواء الروح                    | 1981        |
| 3  | دموع وشموع                     | 1982        |
| 4  | لا سلام مع السلاح              | 1982        |
| 5  | الورورد المتعانقة              | 1982        |
| 6  | عاطفة الصداقة                  | 1983        |
| 7  | دموع وشموع                     | 1983        |
| 8  | هبوب من عينيك                  | 1983        |
| 9  | خواطر أدبيه                    | 1984        |
| 9  | وحيدة حتى الموت                | 1984        |
| 10 | طائر الشعر                     | 1985        |
| 11 | نجوم في عمري                   | 1986        |
| 12 | أنتحبُ من الحب                  | 1986        |
| 13 | هياج الأحزان                   | 1986        |
| 14 | وجوة مبتسمة                    | 1986        |
| 15 | أجنحة الحب                     | 1987        |
| 16 | البلدة السعيدة                 | 1987        |
| 17 | ملاحم الإخلاص                  | 1988        |
| 18 | الضوء الجريح                   | 1988        |
| 19 | دخان القلب المحترق             | 1989        |
| 20 | صدف الحياة الجميلة             | 1989        |
| 21 | شموس الخليج                    | 1989        |
| 22 | يوم رفرف الشعر                 | 1990        |
| 23 | كسوف في الكويت                 | 1990        |
| 24 | مجد الكويت                     | 1991        |
| 25 | طفل من سراييفو والصومال        | 1992        |
| 26 | صبرأ يا آل البوسنة             | 1993        |
| 27 | خير أمة                        | 1993        |
| 28 | حوار نجم وقمر                  | 1994        |
| 29 | بلبل الحرية                    | 1994        |
| 30 | زهرة في القلب                  | 1995        |
| 31 | تأثيرات حبيبتي                 | 1995        |
| 32 | الفراشة البيضاء                | 1995        |
| 33 | عمالقة الإخاء                  | 1996        |
| 34 | زنبقة الأرض                    | 1996        |
| 35 | فرسان الأخاء                   | 1997        |
| 36 | الشاعر الشريد                  | 1997        |
| 37 | المتربصون                      | 1997        |
| 38 | مناجل وصلبان ضد الشيشان        | 1998        |
| 39 | معجزات الإيمان في الشيشان      | 1998        |
| 40 | الشيشان نصر لم يتم             | 1998        |
| 41 | أسد سورية                      | 1999        |
| 42 | الدولة الشوروية                | 1999        |
| 43 | جروح في سعادة السعودية المسعدة | 1999        |
| 44 | نجوم المجد                     | 1999        |
| 45 | الرب الجديد                    | 2000        |
| 46 | قناديل وطنية                   | 2000        |
| 47 | انسانيون حقيقيون               | 2000        |
| 48 | سباحة في نور الطيبين           | 2000        |
| 49 | صناديد العرب                   | 2001        |
| 50 | إخاء في إخاء                   | 2001        |
| 51 | الخالدون في حياتي              | 2001        |
| 52 | مملكة الإيمان                  | 2001        |
| 53 | في أحضان ديمقراطية الأوباش     | 2002        |
| 54 | الإمارات رائدة الحضارات        | 2002        |
| 55 | يوم الخميس                     | 2002        |
| 56 | إمارة الجمال                   | 2002        |
| 57 | منابت الوعي والحضارة           | 2003        |
| 58 | زهور الصداقة                   | 2003        |
| 59 | ابناء وطني                     | 2003        |
| 60 | صالحون وصالحات                 | 2003        |
| 61 | ابطال الفضيلة                  | 2004        |
| 62 | التحنان                        | 2004        |
| 63 | المقل المشتعلة                 | 2004        |
| 64 | صداقة مع الله                  | 2004        |
| 65 | الرسول العالمي                 | 2005        |
| 66 | مع العظماء                     | 2005        |
| 67 | صبر حتى القبر                  | 2005        |
| 68 | الميت الجديد                   | 2005        |
| 69 | مغامرة ومغادرة                 | 2006        |
| 70 | وصفة النصر                     | 2006        |
| 71 | بطولات العرب في حرب تشرين      | 2007        |
| 72 | في خدمة الحب الشامل            | 2007        |
| 73 | صدمة ونزيف                     | 2007        |
| 74 | قلوب مضيئة                     | 2007        |
| 75 | بحر العاطفة                    | 2008        |
| 76 | جنة الذكريات                   | 2008        |
| 77 | من أفكار وأشعار الصبا          | 2008        |
| 78 | آخر الأخبار عني                | 2008        |
| 79 | غرام في الشام                  | 2009        |
| 80 | نشتعل حباً                      | 2009        |
| 81 | كنوز كتابية                    | 2009        |
| 82 | صحاب وصعاب                     | 2009        |
| 83 | عندما يطغى الظلام              | 2010        |
| 84 | من القلب إلى الكلمة            | 2010        |
| 85 | جروح الحنين                    | 2010        |
| 86 | الألم والأمل                   | 2010        |
| 87 | الحب شعراً                      | 2010        |
| 88 | عواصف من الجمال                | 2011        |
| 89 | طمنيني يا زهرة الليمون         | 2011        |
| 90 | جروح الروح                     | 2011        |
| 91 | عواء الإخلاص والوفاء           | 2011        |
| 92 | أصدقاء الخير                   | 2011        |
| 93 | زوجان يتعاونان على التفاهم     | 2012        |
| 94 | سموم الهموم                    | 2012        |
| 95 | تاج الكرماء وزهور الوفاء       | 2012        |
| 96 | الإنسانية ستحكم العالم         | 2012        |
| 97 | رحلات دينية                    | 2012        |

### القصص المطبوعة
| # | اسم القصة            | تاريخ النشر |
| 1 | أسطحة وأجنحة         | 1981        |
| 2 | سيمفونية الحب الحزين |             |
| 3 | النافذة البائسة      | 1985        |
| 4 | الفاجعة              | 1986        |

### الكتب النثرية
| # | اسم الكتاب                       | تاريخ النشر |
| 1 | عواطف ممطرة                      | 1981        |
| 2 | أبوة مبكرة                       | 1984        |
| 3 | أغنيات في أعماق النفس            | 1987        |
| 4 | أنا والشعر                       | 1990        |
| 5 | كلمات تحمل العالم                | 1991        |
| 6 | كيف ننمي لغتنا العربية           | 1996        |
| 7 | شرارة ثورة على عيوب قواعد اللغات | 1996        |

### المسرحيات الشعرية
| # | اسم الكتاب     | تاريخ النشر |
| 1 | من حال إلى حال | 1985        |

## وصلات خارجية
- جائزة البابطين للإبداع الشعري.
- الأعمال الشعرية لخالد مصبح مظلوم مكتبة الأسكندرية.